# هومر بانكس
هومر بانكس (بالإنجليزية: Homer Banks)‏ هو كاتب أغاني أمريكي، ولد في 2 أغسطس 1941 في ممفيس في الولايات المتحدة، وتوفي بنفس المكان في 3 أبريل 2003 بسبب سرطان.

## وصلات خارجية
- هومر بانكس على موقع IMDb (الإنجليزية)
- هومر بانكس على موقع ميوزك برينز (الإنجليزية)
- هومر بانكس على موقع ديسكوغز (الإنجليزية)